# Saint-Remèze
Saint-Remèze é uma comuna francesa na região administrativa de Auvérnia-Ródano-Alpes, no departamento de Ardèche. Estende-se por uma área de 42,69 km². Em 2010 a comuna tinha 886 habitantes (densidade: 20,8 hab./km²).